# Кім Бейсінгер
Кімі́ла Енн (Кім) Бе́йсінгер (англ. Kimila Ann "Kim" Basinger; англ. вимова: [ˈbeɪsɪŋɚ], часто помилково вимовляється як Бесінджер; нар. 8 грудня 1953, Атенс, штат Джорджія, США) — американська акторка, співачка та модель. Лауреатка премій «Оскар» і «Золотий глобус» за роль у фільмі «Таємниці Лос-Анджелеса» (1997). За внесок у розвиток кіноіндустрії удостоєна зірки на Голлівудській алеї слави.

## Біографія

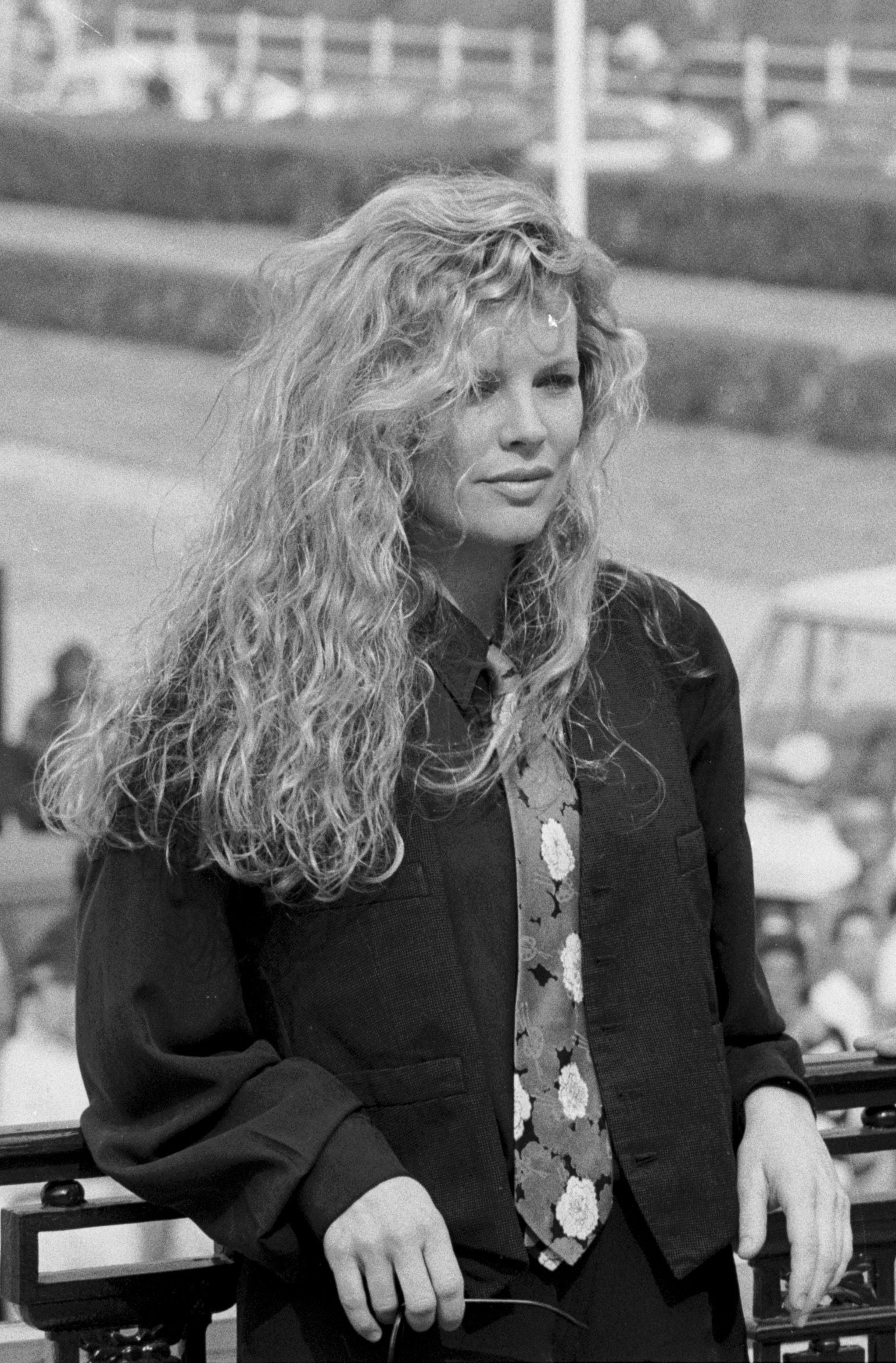
Кім Бейсінгер у 1989 році

Народилася 8 грудня 1953 року в місті Атенс, штат Джорджія, США.
У неї два старших брати та дві молодші сестри. Батько працював фінансовим консультантом, мати була моделлю. У 17 років Бейсінгер перемогла в конкурсі штату «Міс Джорджія». Потім переїхала в Нью-Йорк, брала участь в конкурсі «Міс Америка», почала працювати в модельному бізнесі. На початку 1970-х років була однією з найпопулярніших американських моделей, з'явившись на обкладинках десятків журналів. В цей час вона відвідувала класи театральної школи Neighborhood Playhouse і співала в клубах. У 1976 році переїхала в Лос-Анджелес, де почала грати невеликі ролі в кіно. Першу головну роль отримала у фільмі «Портрет чарівності» (англ. «Katie: Portrait of a Centerfold»).
Фільм 1981 року «Сувора країна» провалився в прокаті й нових пропозицій було мало, тому Бейсінгер думала змінити професію. Вона вимушена була знятися для «Playboy», після чого їй вдалося отримати кілька пропозицій.
У 1983 році зіграла дівчину Бонда в картині «Ніколи не кажи „ніколи“» із серії фільмів про Джеймса Бонда. Після цього з'явилася в комедіях «Чоловік, який любив жінок», «Надін», «Побачення наосліп». Великим успіхом користувався еротичний фільм «Дев'ять з половиною тижнів» з участю Бейсінгер, завдяки якому Бейсінгер стала одним із секс-символів 1980-х. Хоча збори в кінотеатрах були скромними ($6,4 млн), але завдяки продажам фільму на відео Бейсінгер отримала відчутний дохід. У 1989 році вона втілила подругу Бетмена Вікі Вейл у фільмі режисера Тіма Бертона.
У 1989 році за 20 млн доларів купила земельні угіддя в місті Бреселтон (штат Джорджія, США) площею 7 км². Ця покупка вважається найбільшою в історії покупкою, зробленою за допомогою кредитної картки.
У 1993 році знялася в кліпі Tom Petty «Mary Jane's Last Dance», працювала над фільмом «Звичка одружуватися». У 1995 році народила доньку Айрленд, після чого в її роботі настає перерва через догляд за дитиною. У 1993 році кінокомпанія Main Line Pictures за невиконання контракту відсудила в Бейсінгер 8,9 млн доларів (після подачі акторкою заяви про банкрутство і подальшої апеляції сторони домовилися про виплату 3,8 млн доларів).
У 1997 році виконала роль повії у фільмі «Таємниці Лос-Анджелеса», за яку отримала премії «Оскар» і «Золотий глобус» у номінації «найкраща акторка другого плану».
У 2002 році отримала одну з головних ролей у фільмі «Восьма миля», де виконала роль матері білого репера Джиммі Кролика (англ. Jimmy "B-Rabbit" Smith Jr.), якого зіграв Eminem.
У 2010 році вийшов фільм з участю Бейсінгер «Подвійне життя Чарлі Сент Клауда», а в 2013 році «Гранд реванш», спортивна комедія з Робертом де Ніро і Сільвестром Сталлоне.
У 2015 році вийшов данський фільм «Я тут» («11 поверх»). З 2016 фільм «Круті чуваки».
У 2013 році у пресі з’явилася інформація, що 69-річна Бейсінгер погодилася виконати другорядну роль викладачки університету у римейку фільму «Дев'ять з половиною тижнів» стрімінгової компанії Amazon Prime Video.

## Особисте життя
До здобуття популярності Бейсінгер зустрічалася з моделлю Тімом Сондерсом, фотографом Дейлом Робінеттом і футболістом Джо Наматом.

У 1981 році під час створення фільму «Сувора країна» познайомилася з художником-гримером Роном Бріттоном, з яким одружилася.

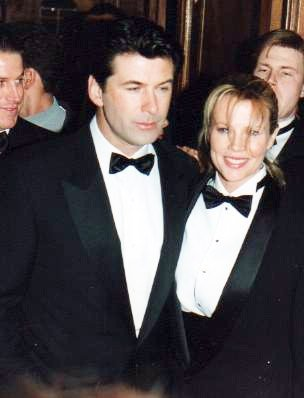
З Алеком Болдвіном, 1994

В роботі над фільмом «Звичка одружуватися» познайомилася з Алеком Болдвіном, в 1993 році одружилася з ним. Шлюб з Алеком Болдвіном тривав 9 років, які пара вважалась еталоном голівудської родини. Водночас після народження Кім доньки Айрленд у 1995 році, після чого вона вимушена покинути зйомки, щоб доглядати за донькою, відносини почали охолоджуватися, що призвело до розлучення. Актори надалі часто публічно сперечалися через виховання Айрленд.
У 2014 році Бейсінгер почала зустрічатися з Мітчем Стоуном. Як Снайдер і Пітерс, Стоун познайомився з Бейсінгер, роблячи їй зачіску на знімальному майданчику.
Бейсінгер хворіла на агорафобію, через що мала проблеми з соціалізацією. Про це вона розповіла на одному з телешоу, в той час як її донька розповіла про негативний досвід зловживання транквілізаторами та алкоголем.
Кім Бесійнгер є вегетаріанкою. Разом з дочкою вони є членкинями Демократичної партії США.
У 2023 році її 27-річна дочка Айрленд народила первістку Голландію (Holland).
Преса часто критикує пластичні операції Бейсінгер: у 2023 році папараці зафіксували нові зміни на обличчі і заявили, що вона стала «майже невпізнаваною».
У лютому 2025 року Кім Бейсінгер дала рідкісне інтерв’ю, у якому зазначила, що підтримує гарні стосунки з колишнім чоловіком, Алеком Болдвіном. Вона підкреслила, що вони рідко бачаться, але спілкуються по телефону та мають «щирі та люблячі стосунки», оскільки обоє піклуються про свою дочку Айрленд.

## Фільмографія
| Рік  |    | Українська назва                  | Оригінальна назва           | Роль                      |
| ---- | -- | --------------------------------- | --------------------------- | ------------------------- |
| 1976 | с  | Янголи Чарлі                      | Charlie's Angels            | Лінда Олівер (S1-E4)      |
| 1977 | с  | МакМіллан і дружина               | McMillan & Wife             | Джанет Карні (S6-E2)      |
| 1977 | с  | Людина на шість мільйонів доларів | The Six Million Dollar Man  | Лорейн (S4-E12)           |
| 1978 | тф | Привид рейсу 401                  | The Ghost of Flight 401     | Пріссі Фрейзер            |
| 1978 | с  | Вегас                             | McMillan & Wife             | Еллісон Джорден (S1-E6)   |
| 1979 | с  | І нині, й повсякчас               | From Here to Eternity       | Лорен Роджерс (3 епізоди) |
| 1981 | тф | Вбити Джой                        | Killjoy                     | Лорі Медфорд              |
| 1981 | ф  | Сувора країна                     | Hard Country                | Джоді                     |
| 1982 | ф  | Золота жила                       | Mother Lode                 | Андреа Сполдінг           |
| 1983 | ф  | Ніколи не кажи «ніколи»           | Never Say Never Again       | Доміно                    |
| 1983 | ф  | Чоловік, який любив жінок         | The Man Who Loved Women     | Луїза Карр                |
| 1984 | ф  | Природний дар                     | The Natural                 | Мемо Періс                |
| 1985 | ф  | Чого дурні закохуються            | Fool for Love               | Мей                       |
| 1986 | ф  | Дев'ять з половиною тижнів        | Nine ½ Weeks                | Елізабет Макгроу          |
| 1986 | ф  | Пощади не буде                    | No Mercy                    | Мішель Дюваль             |
| 1987 | ф  | Побачення наосліп                 | Blind Date                  | Надя Ґейтс                |
| 1987 | ф  | Надін                             | Nadin                       | Надін                     |
| 1988 | ф  | Моя мачуха — іншопланетянка       | My Stepmother Is an Alien   | Селеста Мартін            |
| 1989 | ф  | Бетмен                            | Batman                      | Вікі Вейл                 |
| 1991 | ф  | Звичка одружуватися               | The Marrying Man            | Віккі Андерсон            |
| 1992 | ф  | Кінцевий аналіз                   | Final Analysis              | Гізер Еванс               |
| 1992 | ф  | Крутий світ                       | Cool World                  | Холлі Вуд                 |
| 1993 | ф  | Справжня Маккой                   | The Real McCoy              | Карен Маккой              |
| 1993 | ф  | Світ Вейна 2                      | Wayne's World 2             | Хані Хорні                |
| 1994 | ф  | Втеча                             | The Getaway                 | Керол МакКой              |
| 1994 | с  | СНЛ                               | Saturday Night Live         | гість (S19-E13)           |
| 1994 | ф  | Висока мода                       | Prêt-à-Porter               | Кітті Поттер              |
| 1997 | ф  | Таємниці Лос-Анджелеса            | L.A. Confidential           | Лінн Брекен               |
| 1998 | мс | Сімпсони                          | The Simpsons                | Кім Бейсінгер (S10-E5)    |
| 2000 | ф  | Я мріяла про Африку               | I Dreamed of Africa         | Кукі Гальман              |
| 2000 | ф  | Благослови дитя                   | Bless the Child             | Меггі О'Коннор            |
| 2002 | ф  | Восьма миля                       | 8 Mile                      | Стефані Сміт              |
| 2002 | ф  | Потрібні люди                     | People I Know               | Вікторія Грей             |
| 2004 | ф  | Двері в підлозі                   | The Door in the Floor       | Меріон Коул               |
| 2004 | ф  | Елвіс вийшов з дому               | Elvis Has Left the Building | Гармоні Джонс             |
| 2004 | ф  | Стільниковий                      | Cellular                    | Джессіка Мартін           |
| 2006 | ф  | Велика ставка                     | Even Money                  | Керолін Карвер            |
| 2006 | ф  | Охорона президента                | The Sentinel                | Сара Баллентайн           |
| 2006 | тф | Трон для русалки                  | The Mermaid Chair           | Джессі Салліван           |
| 2008 | ф  | Палаюча рівнина                   | The Burning Plain           | Джина                     |
| 2008 | ф  | Поки її не було                   | While She Was Out           | Делла Майерс              |
| 2008 | ф  | Інформатори                       | The Informers               | Лора                      |
| 2010 | ф  | Подвійне життя Чарлі Сан-Клауда   | Charlie St. Cloud           | Клер Сан-Клауд            |
| 2012 | ф  | Чорний листопад                   | Black November              | Крісті                    |
| 2013 | ф  | Третя персона                     | Third Person                | Елейн Лірі                |
| 2013 | ф  | Гранд реванш                      | Grudge Match                | Саллі Роуз                |
| 2014 | ф  | Миля за 4 хвилини                 | 4 Minute Mile               | Клер Джейкобс             |
| 2014 | ф  | Я тут                             | The 11th Hour               | Марія                     |
| 2016 | ф  | Круті чуваки                      | The Nice Guys               | Джудіт Каттнер            |
| 2017 | ф  | П'ятдесят відтінків темряви       | Fifty Shades Darker         | Елена Лінкольн            |
| 2017 | с  | Товариш детектив                  | Comrade Detective           | Руксандра Енеску (S1-E1)  |
| 2018 | ф  | П'ятдесят відтінків свободи       | Fifty Shades Freed          | Елена Лінкольн            |